# Dryandra nervosa
Dryandra nervosa là một loài thực vật có hoa trong họ Quắn hoa. Loài này được R.Br. miêu tả khoa học đầu tiên năm 1828.